# لا لا لاند
لا لا لاند (بالإنجليزية: La La Land) هو فلم رومانسي موسيقي كوميدي-درامي من تأليف وإخراج داميان تشازل. العمل من بطولة رايان غوسلينغ وإيما ستون، إضافة إلى جي كي سيمونز وروزماري ديويت. تدور أحداث القصة حول موسيقي شاب وممثلة طموحة يقعان في الحب في مدينة لوس أنجلوس. عرض الفلم لأول مرة في 31 أغسطس 2016 في مهرجان البندقية السينمائي، قبل أن يبدأ عرضه في الولايات المتحدة في 2 ديسمبر 2016.

## القصة
(ميا) ممثلة طموحة، تُقدم مشروب اللاتيه لنجوم الأفلام فيما بين تجارب الأداء، بينما (سيباستيان) موسيقي متخصص بموسيقى الجاز، شق طريقه بصعوبة من خلال عزف منوعات الأغاني خلال الحفلات في الحانات الحقيرة.. ولكن مع تصاعد نجاحاتهما يبدآن في مواجهة القرارات التي تُفكِّك النسيج الهش لعلاقة حبهما. والأحلام التي سعيا لتحقيقها بجد حفاظًا على بعضهما البعض، أمست تهدد علاقتهما بالفشل.

## طاقم الممثلين
| الممثل(ة)      | الدور           | تعليق            |
| -------------- | --------------- | ---------------- |
| رايان غوسلينغ  | سيباستيان ويلدر | عازف بيانو الجاز |
| إيما ستون      | ميا دولان       | ممثلة طموحة      |
| جي كي سيمونز   | بيل             | رب عمل           |
| فين ويتروك     | غريغ ارنست      |                  |
| جون لجند       | كيث             |                  |
| روزماري ديويت  | لورا ويلدر      | أخت سيباستيان    |
| ميغان فاي      | والدة ميا       |                  |
| جيسون فوكس     | كارلو           | كاتب السيناريو   |
| جيسيكا روث     | أليكسيس         |                  |
| سونويا ميزونو  | كاتلين          |                  |
| كالي هرنانديز  | تريسي           |                  |
| جوش بنس        | جوش             |                  |
| آنا شازيل      | سارة            |                  |
| توم إيفرت سكوت | ديفد            |                  |

## روابط خارجية
- لا لا لاند على موقع IMDb (الإنجليزية)
- لا لا لاند على موقع ميتاكريتيك (الإنجليزية)
- لا لا لاند على موقع روتن توميتوز (الإنجليزية)
- لا لا لاند على موقع قاعدة بيانات الأفلام العربية
- لا لا لاند على موقع ألو سيني (الفرنسية)
- لا لا لاند على موقع Turner Classic Movies (الإنجليزية)
- لا لا لاند على موقع أول موفي (الإنجليزية)
- لا لا لاند على موقع بوكس أوفيس موجو (الإنجليزية)
- لا لا لاند على موقع فيلمافينيتي (الإسبانية)
- لا لا لاند على موقع قاعدة بيانات الأفلام السويدية (السويدية)